# Lasiotrichius
Lasiotrichius är ett släkte av skalbaggar. Lasiotrichius ingår i familjen Cetoniidae.
Kladogram enligt Catalogue of Life:
| Lasiotrichius | \| \| Lasiotrichius sichuanicus \| \| \| \| \| \| Lasiotrichius succinctus \| \| \| \| |
|               | \| \| Lasiotrichius sichuanicus \| \| \| \| \| \| Lasiotrichius succinctus \| \| \| \| |
|               | Lasiotrichius sichuanicus                                                              |
|               |                                                                                        |
|               | Lasiotrichius succinctus                                                               |
|               |                                                                                        |